# Roundel

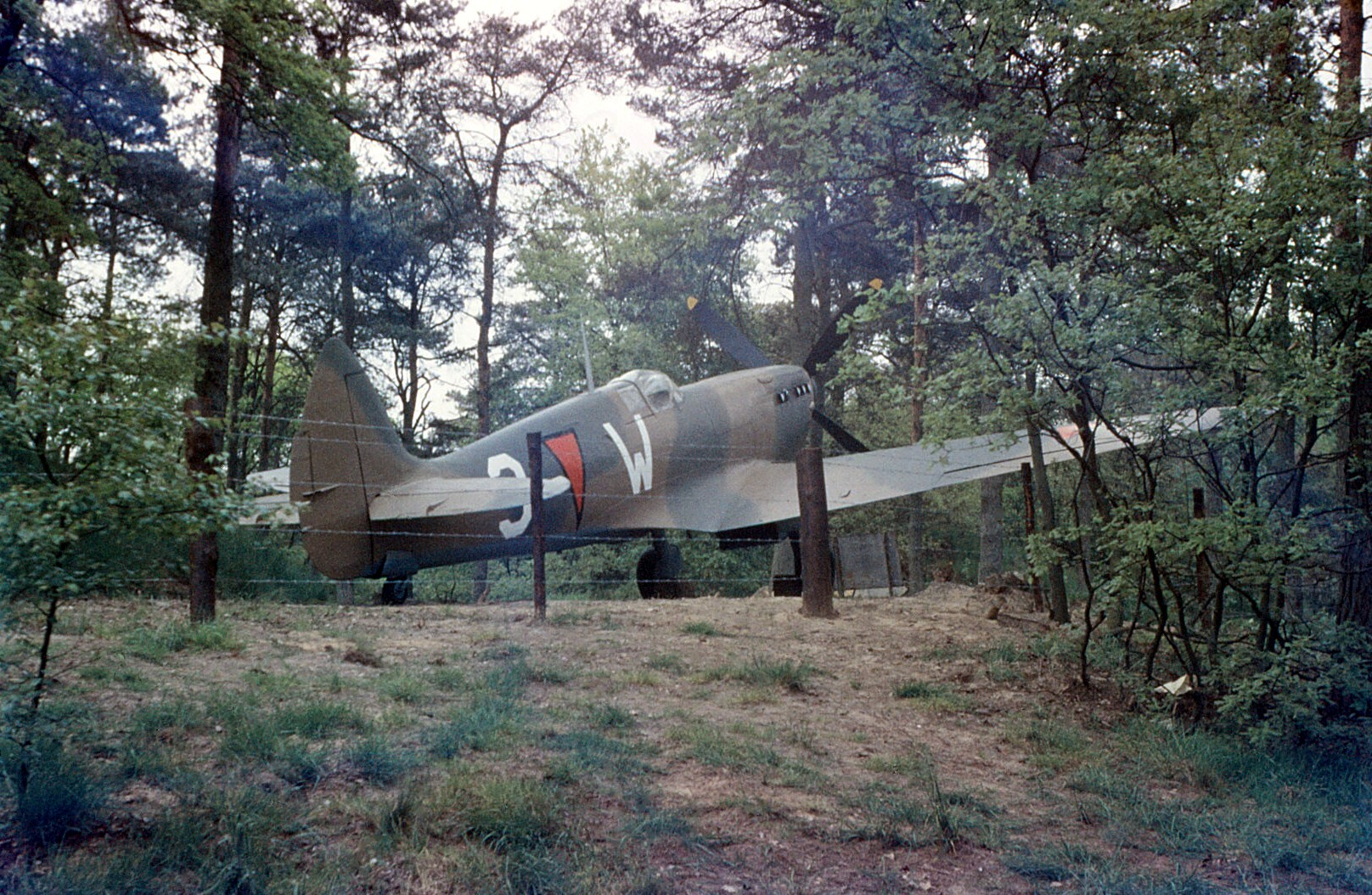
Nederlandse Spitfire met een driehoekig oranje roundel dat gebruikt werd van 1939-1941

Een roundel is een symbool dat onder meer op gevechtsvliegtuigen en andere vliegtuigen (en helikopters) van luchtmachten staat om aan te geven tot welke luchtmacht het betreffende vliegtuig behoort. Sommige landen gebruiken voor vliegtuigen van hun zeemacht een aparte roundel. De eerste keer dat een roundel op een vliegtuig verscheen, was tijdens de Eerste Wereldoorlog, door de Franse luchtmacht. Dit werd overgenomen door de Franse bondgenoten, waarna langzamerhand steeds meer landen volgden. In het artikel Roundels van de wereld staat een overzicht van de roundels die door de verschillende landen gebruikt worden.
Roundels worden ook in wapenschilden gebruikt.
Het uit het Engels afkomstige woord roundel betekent oorspronkelijk: iets dat rond of cirkelvormig is. Het wordt bijvoorbeeld ook gebruikt in de beeldende kunst of in de architectuur om een cirkelvormig ornament aan te geven. Een Nederlands synoniem is rozet.